# Forêt nationale des États-Unis
Les Forêts nationales des États-Unis (en anglais : United States National Forests) sont des forêts et des zones boisées américaines protégées par le gouvernement fédéral des États-Unis. Les forêts sont contrôlées par le gouvernement fédéral du pays et gérées par le service des forêts des États-Unis sous la direction du département de l'Agriculture des États-Unis.  La gestion est basée sur le contrôle des ressources forestières avec la gestion de la coupe des arbres, de la plantation, de la vie sauvage et aussi le contrôle des loisirs et du tourisme dans les forêts. L’utilisation commerciale des forêts nationales est permise et parfois même encouragée contrairement aux parcs nationaux américains. Les forêts sont classées en catégorie VI selon la classification des zones naturelles protégées UICN.

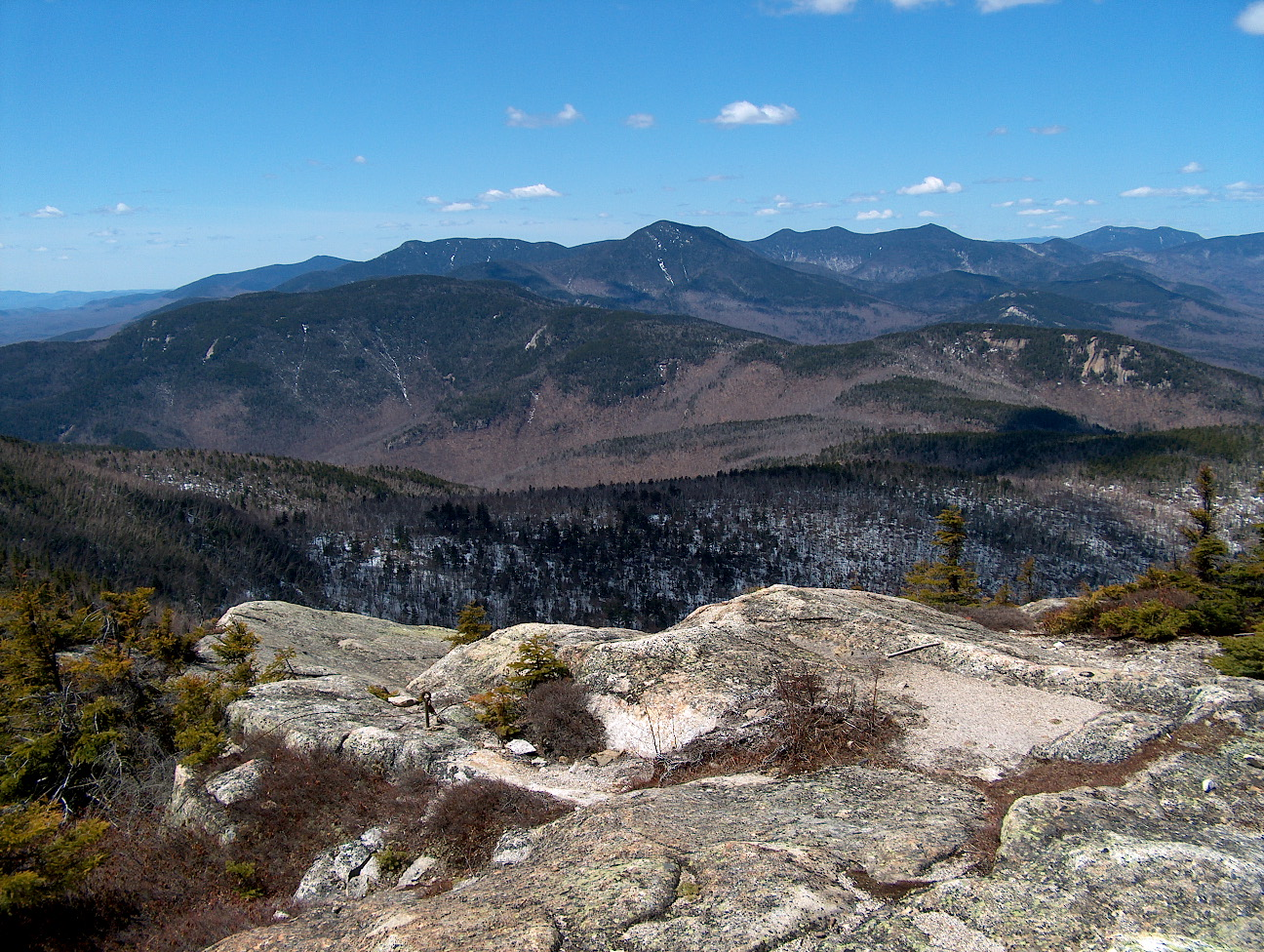
La forêt nationale de White Mountain dans le New Hampshire et le Maine.

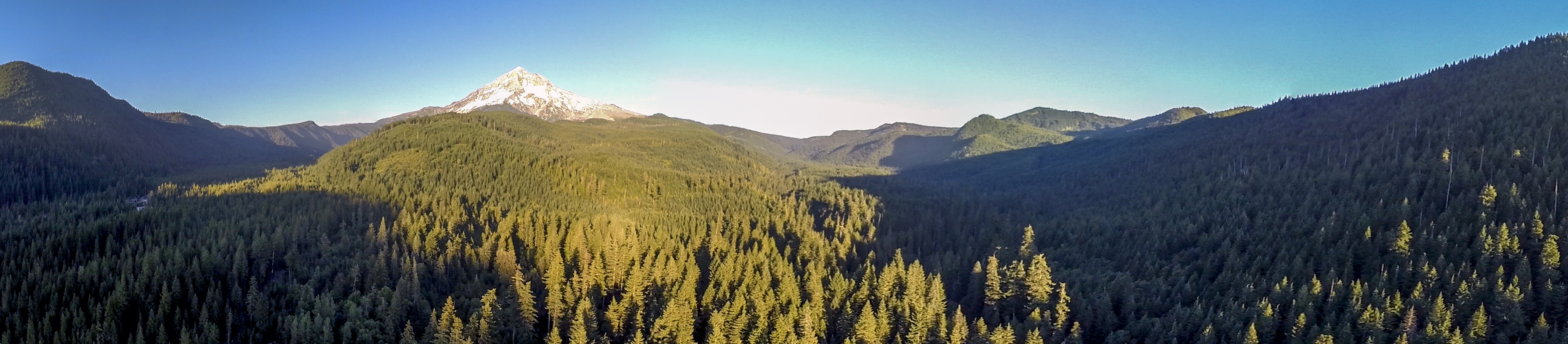
La forêt nationale du Mont Hood en Oregon.

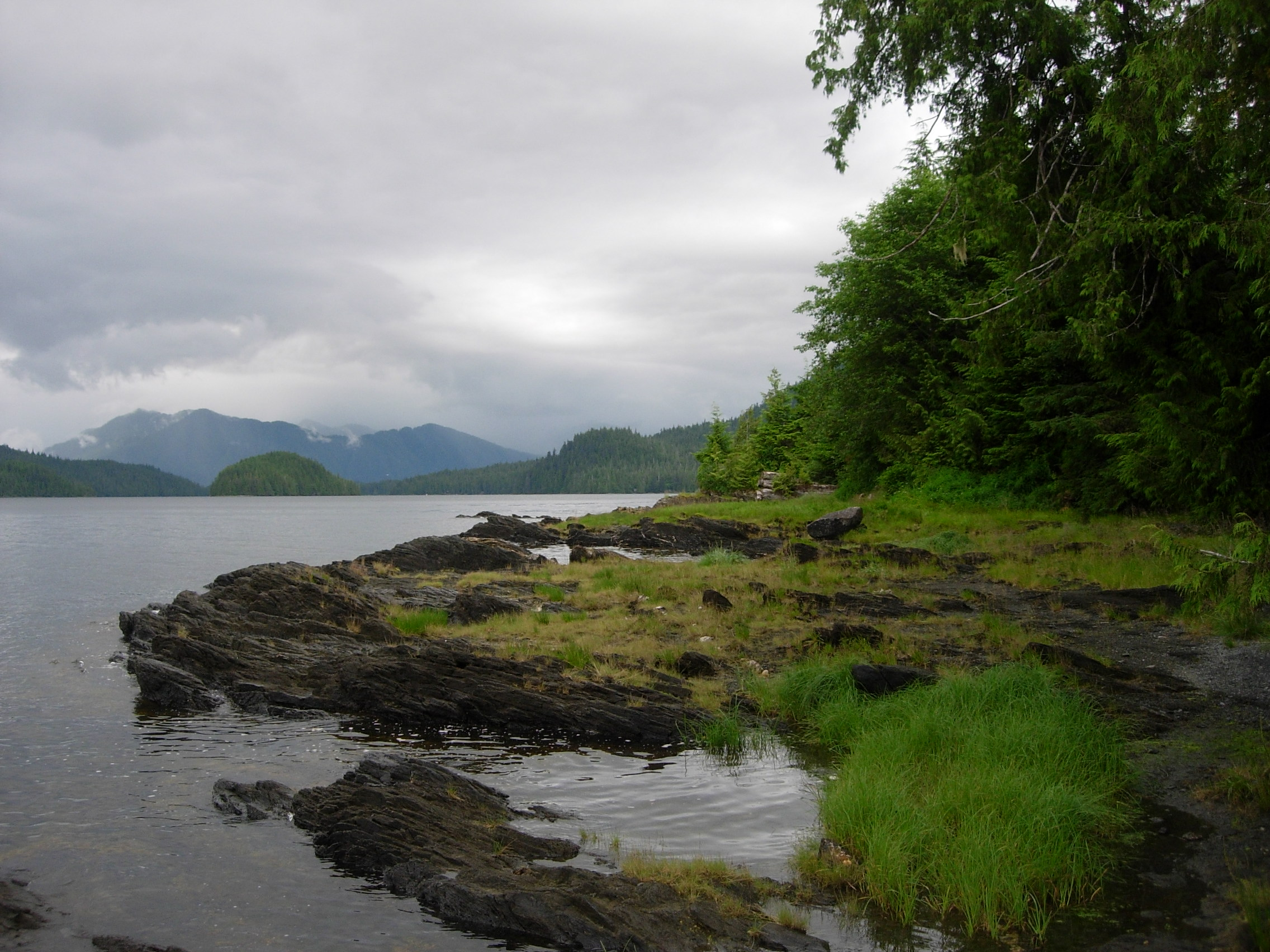
La forêt nationale de Tongass en Alaska.

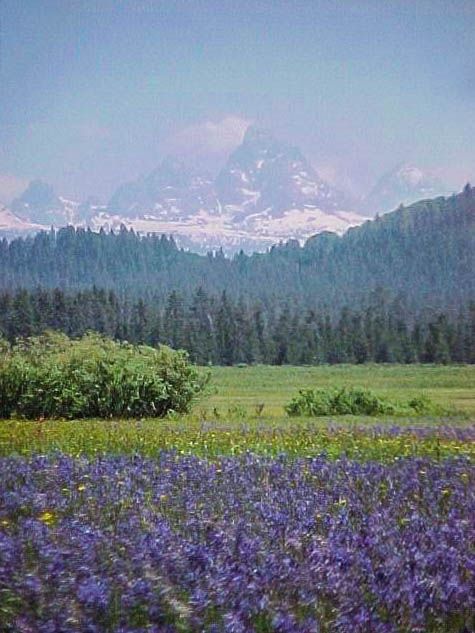
La forêt nationale de Caribou-Targhee en Idaho.

## Histoire
Le système des forêts nationales en lui-même a été mis en application en 1891 par la loi nommée Land Revision Act of 1891. Il fut le fruit d’une concertation entre des entrepreneurs de la région de Los Angeles et des propriétaires terriens qui étaient concernés par les dégâts causés par les mineurs dans la région des montagnes San Gabriel. Abbot Kinney et le forestier Theodore Lukens jouèrent un rôle important dans les discussions. 
Au XXIe siècle, il existe de nombreux conflits entre les compagnies forestières et les défenseurs de l’environnement par rapport à l’utilisation des forêts nationales. Les conflits se concentrent sur la protection des espèces menacées, sur la coupe des forêts très anciennes, sur la surexploitation et la reforestation, et finalement sur la construction de routes dans les forêts.

## Description
Aux États-Unis, il existe 155 forêts nationales pour une surface totale de 769 000 km2. Les terres représentent 8,5 % de la surface totale des États-Unis. Seulement 13 % de ces forêts se situent à l’est du pays et l’État de l’Alaska accueille à lui seul 12 % de la superficie des forêts.
Il existe deux types de forêts nationales. A l’est du pays, il s’agit de forêts replantées et de forêts achetées par les autorités gouvernementales à des privés. Les forêts à l’ouest du pays ont toujours appartenu au gouvernement et elles ne furent jamais vendues à des particuliers. Les visiteurs peuvent camper dans les forêts à condition que le camp se situe au minimum à 75 mètres des routes et des sentiers.
Le Service des forêts des États-Unis gère également des zones humides non pourvues de forêts (National Grassland).